# Gaspar Cervantes de Gaeta
Gaspar Cervantes de Gaeta (Trujillo, ca. 1511 – Tarragona, 17 d'octubre de 1575) fou un cardenal castellà del segle xvi. Era parent del cèlebre escriptor Miguel de Cervantes Saavedra.

## Primers anys
Nasqué a Trujillo, fill de Francisco de Gaeta i María Alonso de Cervantes. Estudià al Col·legi de Santa Cruz de Cañizares de la Universitat de Salamanca i a la Universitat de París, i aviat el nombraren conseller i delegat de l'inquisidor general del Regne d'Aragó.

## Inicis de la carrera eclesiàstica
Fou vicari general de la diòcesi de Lleó, inquisidor i vicari general de l'arquebisbat de Sevilla, i inquisidor a Saragossa i a Nàpols. El 1561 fou escollit arquebisbe de Messina i més tard arquebisbe de Salern, el 1564, on reuní diversos sínodes eclesials. Cervantes participà en el Concili de Trento, on destacà per la seva eloqüència i saviesa, guanyant-se la confiança del papa Pius IV. Aquest li encarregà assumptes eclesiàstics de suma importància. El 1568 fou nomenat arquebisbe de Tarragona, però enfeinat per les comissions pontifícies, no pogué regentar la seu tarragonina fins al 1572.

## Arquebisbe de Tarragona i cardenal
Essent arquebisbe de Tarragona, fou nomenat cardenal del títol de Sant Vital pel papa Pius V durant el consistori del 17 de maig de 1570. El 9 de juny del mateix any canvià el títol pel de Sant Martí in Montibus, i el 1572 al de Santa Balbina, raó per la qual passà quatre anys a Itàlia des del seu nomenament a la seu tarragonina. En la seva estada a Itàlia, fou llegat apostòlic pels regnes d'Espanya. Pius V el feu membre de la comissió que havia de jutjar a Roma a l'arquebisbe de Toledo, Bartolomé Carranza de Miranda.
Tornà a Tarragona el maig del 1572. Aquell mateix any creà la Universitat de Tarragona, per a la qual feu successives deixes, fins a la suma total de vint mil lliures catalanes.
Amb data 16 d'abril del 1573 autoritzà a la vila d'Almoster a tenir pila baptismal a la seva església, el que evitava als seus habitants la incomoditat d'haver d'anar a Reus per a aquest tràmit.
El 1574, obtingué de Pius V la supressió del convent d'Escornalbou, les rendes del qual foren destinades a la creació del Seminari Conciliar de Tarragona, fundat el 1575. Aquest seminari és considerat com el primer d'Espanya, el qual, més tard (1577), es combinà amb la Universitat de Tarragona. El 1575 també fundà una casa de provació i noviciat de la Companyia de Jesús. Creà també un canonicat penitenciari, fundà una residència de pares jesuïtes, un hospici per a pobres i dotà el d'orfes. Considerà que el costat interior del port de Tarragona era fàcilment atacable, així que decidí estendre les defenses afegint a les muralles romanes un baluard que prengué el seu nom.
Celebrà un concili provicinial del 1572 al 1574. Tingué com a bisbe auxiliar, amb el títol de bisbe del Marroc, a Joan Terès i Borrull.
El 1574, Tarragona passà un episodi d'escassetat d'aigua, així que intentà conduir una font des de Puigdelfí. Morí abans que pogués acabar aquest projecte, el 17 d'octubre de 1575.
El 1577, les seves restes foren traslladades a un sepulcre entre les capelles de Sant Miquel i de les Onze Mil Verges de la Catedral de Tarragona.

## Llegat
A Trujillo construí, dotà i enriquí d'indulgències l'altar on es diposità el cadàver de la seva mare en l'església de San Martí, conegut com l'Altar de Gaeta. Donà a la catedral de Tarragona, com a mínim, setze tapissos brodats en els tallers brussel·lesos del segle xvi. En el seu testament deixà minuciosament regulades les rendes i el funcionament de la Universitat de Tarragona, la qual cosa impedí que, anys més tard, fos abolida pel rei Felip V d'Espanya.
Publicà una obra titulada Instruccions, y advertiments molt útils necessaris per les persones ecclesiàstiques y principalment per als qui tenen cura d'ànimes, així de com s'han d'haver en les persones, com ensenyar e instruir a sos parroquians en públic y en lo secret de la Penitencia (Barcelona, 1575). Aquesta obra fou publicada inicialment en italià, i a l'arribar a Tarragona la feu traduir al català. Anteriorment publicà a Roma, el 1568, les Constituzioni Sinodali della Chiesa di Salerno.
Lope de Vega dedicà un epitafi a Cervantes a Epitaphios fúnebres a diversos sepulcros.
El carrer del Cardenal Cervantes de Tarragona està dedicat a ell.